# 千金藤啶碱
千金藤啶碱（英语：Stepholidine）或左旋千金藤啶碱（(−)-Stepholidine）是一种在河谷地不容（一种植物）中发现的原小檗碱生物碱。
千金藤啶碱活性包括双重D2受体拮抗剂和D1受体激动剂，并在动物研究中显示出抗精神病活性。